# Metaldehyd
Metaldehyd ist ein cyclisches Acetal. Er ist das cyclische Tetramer des Acetaldehyds. Das Trimer wird Paraldehyd genannt. Unter der Bezeichnung Metaldehyd wird auch polymeres Acetaldehyd (CH3CHO)n vertrieben.

## Gewinnung und Darstellung
Metaldehyd entsteht durch Cyclisierung von vier Molekülen Acetaldehyd in Gegenwart von Schwefelsäure bei niedrigen Temperaturen. Die Produktbildung der Cyclisierungsreaktion ist temperaturabhängig. Bei Raumtemperatur ist die Bildung des Trimers Paraldehyd bevorzugt. Bei niedrigeren Temperaturen um −10 °C entsteht eher der tetramere Metaldehyd.

## Eigenschaften
Metaldehyd ist ein farbloser, geschmackloser, leichtentzündlicher Feststoff mit schwachem charakteristischem Eigengeruch, dessen Schmelzpunkt bei 45,5 °C liegt. Die in der Literatur angegebenen Schmelz- und Sublimationstemperaturen zwischen 100 °C und 250 °C beziehen sich auf polymeren Acetaldehyd und resultieren eher aus Depolymerisationsprozessen.
Wie bei Paraldehyd können auch für die Molekülstruktur von Metaldehyd mehrere Stereoisomere formuliert werden. Die Methylgruppen können jeweils axial oder äquatorial am Ring sein.
Der Heizwert beträgt 3370 kJ/mol entsprechend 19,1 MJ/kg.
Metaldehyd kristallisiert in der Raumgruppe I4 (Raumgruppen-Nr. 79).

## Verwendung
Metaldehyd ist beispielsweise in Schneckenkorn enthalten. Er ist ein Molluskizid und wird zusammen mit Ködermaterial (vorzugsweise Kleie) gegen Nacktschnecken, besonders Ackerschnecken eingesetzt. Eine gebräuchliche Anwendung sind Körner mit 4–6 % der Verbindung. Metaldehyd wirkt über Austrocknung der Schnecken. Er wird auch als Trockenbrennstoff bei Spielwaren, z. B. Spiel-Dampfmaschinen, verwendet.
Metaldehyd ist in der Europäischen Union als Pflanzenschutzmittel allgemein zugelassen. Entsprechend sind in Deutschland, Österreich und der Schweiz Metaldehyd-haltige Präparate erhältlich. Beim Herstellen oder Behandeln von kosmetischen Mitteln darf es laut Verordnung (EG) Nr. 1223/2009, Anhang II nicht verwendet werden.
In Großbritannien wurde es bereits in Trink-, Grund- und Oberflächenwasser nachgewiesen und 2020 vom britischen Parlament für den Einsatz gegen Schnecken verboten, da es auch für Menschen, Wild- und Haustiere giftig ist.